# カタリナ (ナバラ女王)
カタリナ（Catalina de Foix, 1468年4月18日 - 1517年2月12日）は、ナバラ王国の女王（在位：1483年 - 1517年）。フランス語名はカトリーヌ・ド・フォワ（Catherine de Foix）。

## 生涯
父はフォワ伯ガストン4世とナバラ女王レオノールの長男であるビアナ公ガストン・ド・フォワ。母はフランス王シャルル7世の娘マドレーヌ。兄フランシスコ（フランソワ）が成人せずに早世したため継承者となり、母マドレーヌが引き続き摂政を務めた。
1484年にアルブレ領主ジャン（フアン3世）と結婚した。2人の間にはエンリケ2世（アンリ・ダルブレ）ら13人の子が生まれた。
若年かつ女子であるカタリナの即位に対し、カタリナの叔父ナルボンヌ子爵ジャン・ド・フォワは自らの王位継承権を主張してナバラに内乱を起こし、これは1497年まで続いた。ジャンは3年後の1500年に死去したが、その娘でカタリナの従妹にあたるジェルメーヌと再婚したアラゴン王フェルナンド2世（カタリナの祖母であるナバラ女王レオノールの異母弟）が1512年にナバラに侵攻し、翌1513年に妻の権利によるナバラ王即位を宣言した。1515年にピレネー山脈の北側を除くナバラの大部分はフェルナンドによって征服され、スペイン王国へ統合されていくこととなる。
カタリナと夫フアンはフランスへ逃れ、以後はピレネー山脈の北側のナバラ領（バス＝ナヴァール、仏：Basse-Navarre）のみを、フランスの保護下で保つことになった。